# Blackhammer
Koordinaten: 59° 7′ 53″ N, 3° 1′ 31″ W
Das Passage Tomb von Blackhammer ist eine Megalithanlage vom Typ Stalled Cairn im Süden der Orkneyinsel Rousay in Schottland.

## Lage
Blackhammer liegt nur wenige Meter von Taversoe Tuick entfernt, auf einer kleinen Terrasse am Steilhang oberhalb der Straße am Wyre Sound. In der Nähe liegen der Knowe of Ramsay, Knowe of Lairo und die Megalithanlagen von Midhowe Cairn und Taversoe Tuick. Das Denkmal ist nach einem Hof benannt, der sich oberhalb des Grabes befand.

## Aufbau

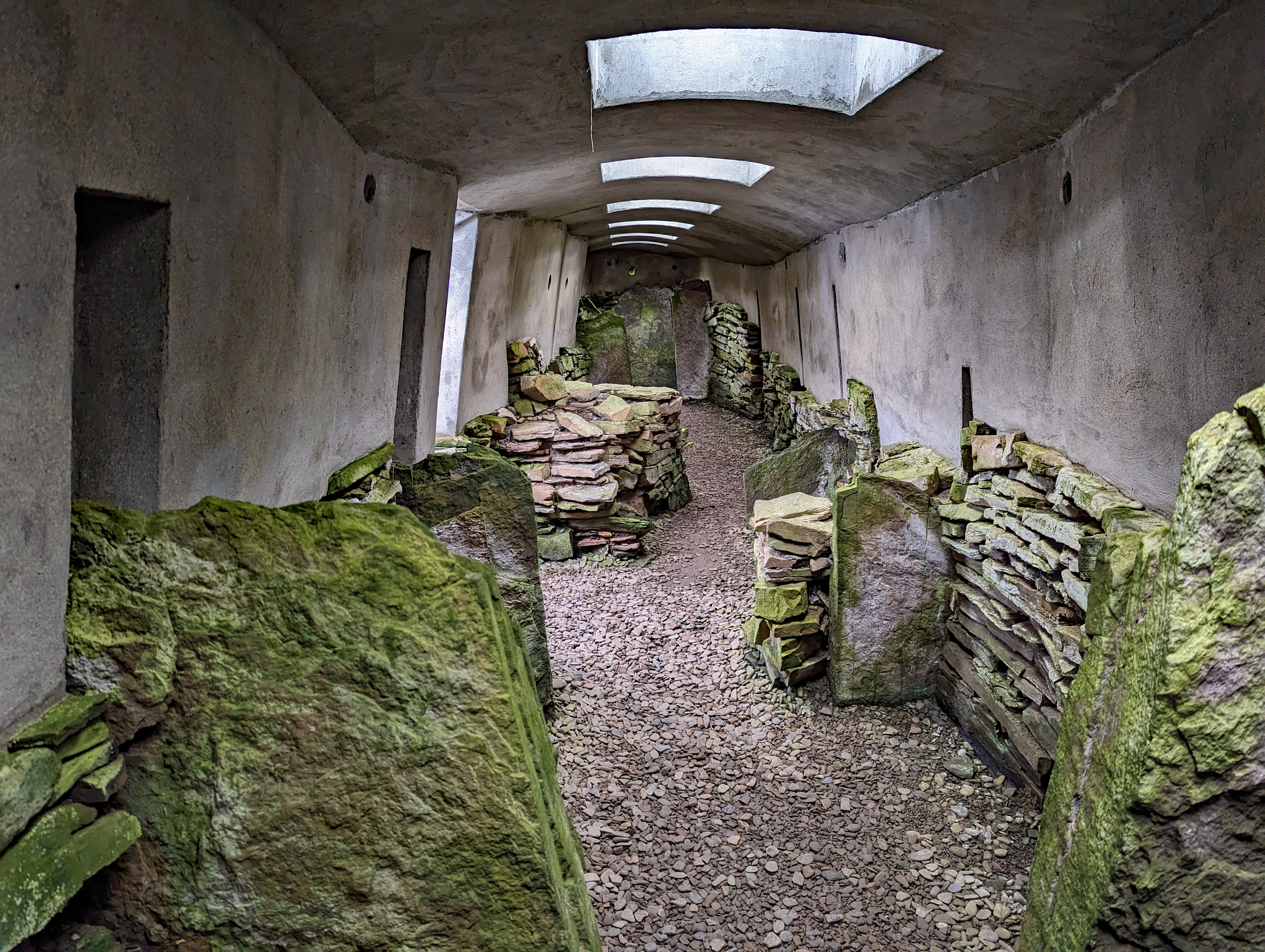
Blackhammer mit moderner Betonabdeckung

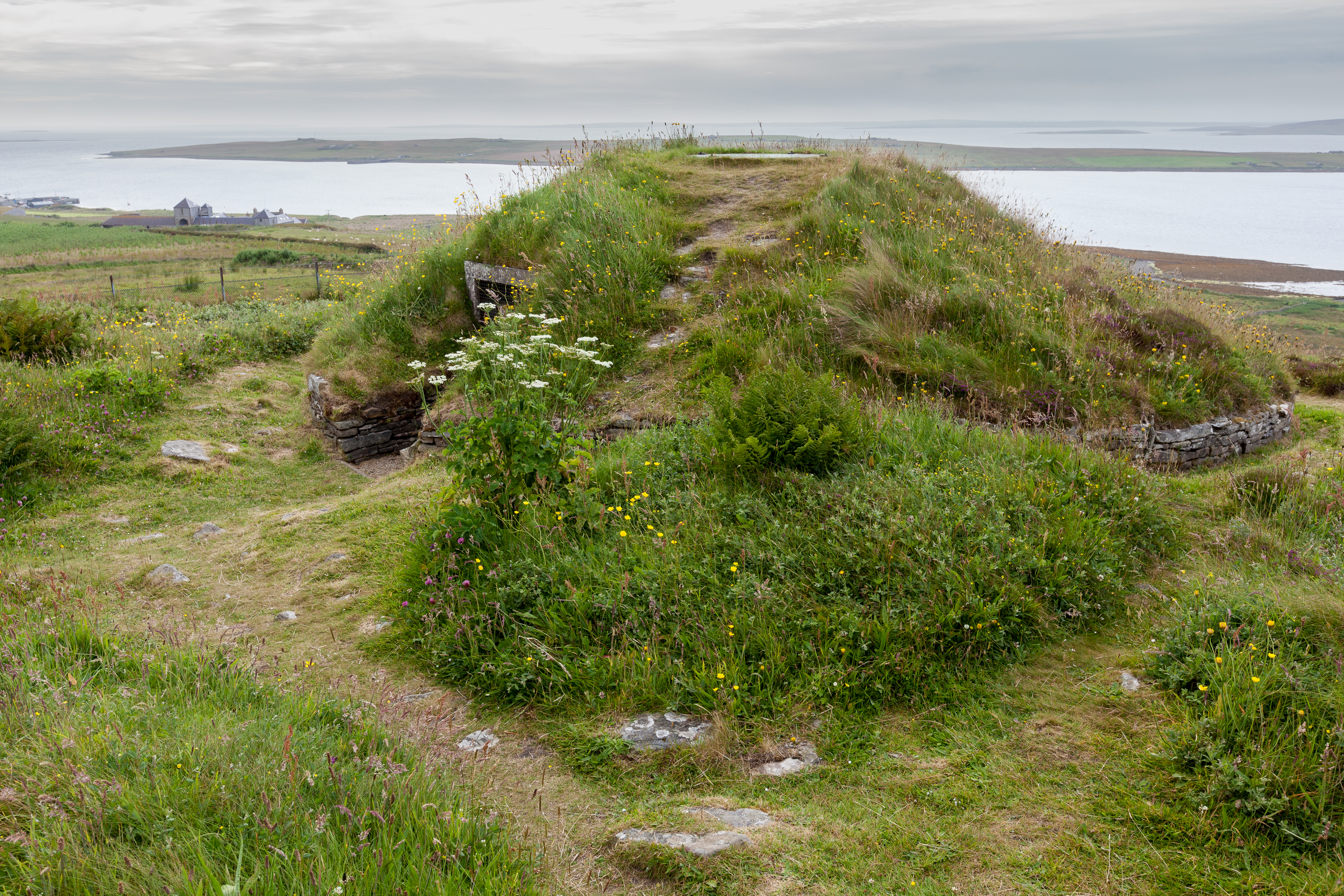
Blackhammer

Die 1936 von Walter Gordon Grant (1886–1947) untersuchte rechteckige Anlage ist 13 m lang. Der Hügel besteht aus  Trockenmauerwerk. Die Steinplattenverblendung der Außenseite wurde in schrägen Lagen verlegt, die Muster aus alternierenden strichgefüllten Dreiecken bilden. Die Ausgräber vergleichen dies mit der Verzierung der Unstan Ware. Dies kommt in ähnlicher Form auch im Galeriegrab von Midhowe und am Knowe of Yarso vor. Der Zugang an der Schmalseiten wurde blockiert, als die Anlage aufgegeben wurde. Der Innenraum ist mittels paarweise aufgestellter Steinplatten in sieben Abteile (engl. stalls) gegliedert, wobei aber vier Trennplatten fehlen.
Da die Decksteine abgetragen und die Seitenwände nur bis zu einer Höhe von 1,0–1,3 m erhalten waren, wurde nach der Restaurierung ein modernes Betondach errichtet. Der Zugang zum Innenraum erfolgt heute über eine Leiter durch eine Luke im Dach, das einige Fenster hat, um das Innere zu beleuchten. Das Grab wurde etwa 3000 v. Chr. erbaut.

## Funde
In der Kammer wurden die Überreste zweier Männern gefunden. Ein Skelett lag im westlichen Abteil, das andere im Eingangsbereich. Während Skelett 2 weitgehend vollständig war, bis auf den oberen Teil des Schädels und je einen Oberschenkel und Oberarm sind von Skelett 1 nur der Schädel und der obere Unterleibsbereich (Pelvis und Tibiae) erhalten. Dass die Kammer die Überreste nur zweier Menschen enthielt, könnte anzeigen, dass sie regelmäßig, oder für Nachnutzungen durch andere Kulturträger ausgeräumt wurde. In der Füllung der Kammer wurden Knochen von vor allem Rindern und Schafen, wenigen Hirschen sowie Gänsen, Kormoranen und Tölpeln gefunden. Die Knochen waren meist mit Schutt vermischt und im östlichen Ende der Kammer am häufigsten. Viele der Tierknochen sind kalziniert, auch einige Feuersteine zeigen Brandspuren.
Es wurden Werkzeuge aus Feuer- oder Felsgestein, darunter vier Kratzer aus braunem, gelben und grauem Feuerstein, die Reste einer Schüssel der Unstan Ware und ein plankonvexes Messer aus Feuerstein gefunden, das typisch für das britische Spätneolithikum ist. Parallelen fanden sich im Midhowe Cairn, aber auch im Galeriegrab Torrylin auf der Isle of Arran und in Megalithanlagen mit gehörntem Vorhof wie Audleystown, County Down und Rossinure Beg im County Fermanagh. In der Sammlung des National Museum of Scotland in Edinburgh befindet sich auch eine Knochennadel von diesem Fundort.